# Nouveau temps pour la démocratie
Nouveau temps pour la démocratie (NTD) est un parti politique burkinabè. Le parti est fondé en avril 2015 et est présidé par Vincent Dabilgou. Le parti défend une ligne social-démocrate.
Le NTD présente des candidats lors des élections législatives de 2015 et obtient 2,23 % des voix et 3 sièges (pour Emmanuel Lankoande, Larba Ousmane Lankouande et Issa Barry,) sur 127. Pour l'élection présidentielle qui se déroule le même jour, le NTD soutient la candidature de Roch Marc Christian Kaboré du Mouvement du peuple pour le progrès, qui se réclame aussi de la social-démocratie,.
Lors des élections législatives de 2020, le parti obtient 13 sièges. Pour l'élection présidentielle qui se déroule en même temps, Vincent Dabilgou apporte le soutien du NTD à la candidature du président sortant Roch Kaboré. Le NTD fait partie de l'Alliance des partis et formations de la majorité présidentielle (APMP).

## Résultats aux élections législatives
| Année | %    | Sièges   | Rang |
| ----- | ---- | -------- | ---- |
| 2015  | 2,23 | 3 / 127  | 5e   |
| 2020  | 5,57 | 13 / 127 | 3e   |